# Economiegebouw van Berg en Bosch
Het economiegebouw van sanatorium Berg en Bosch is een rijksmonument aan de Professor Bronkhorstlaan 10 in Bilthoven in de Nederlandse provincie Utrecht.
Het pand aan de noordzijde van het plantsoen telt afwisselend één en drie bouwlagen. Het gebouw bestaat uit een langgerekt deel van één bouwlaag dat aan de achterzijde aansluit op een gedeelte van drie bouwlagen. Links van de aansluiting is een rondboogvormige poort die naar de binnenplaats leidt. De poort aan de linkerzijde van de linkervleugel sluit aan op het zusterhuis. 

## Reliëf
Het in kleur uitgevoerde reliëf uit 1933 van beeldhouwer Charles Vos heeft als titel Herwonnen Levenskracht. Dit uit elf geglazuurde panelen bestaande kunstwerk toont een arbeider die zijn armen spreidt naar het licht. Dit als uiting van de overwonnen ziekte tuberculose. De afgebeelde personen aan weerszijden kijken op naar de genezen man. Ook een dominicaanse zuster kijkt bewonderend toe. De afgebeelde zon symboliseert de nieuwe vitaliteit. 